# Jerzy Tyczyński

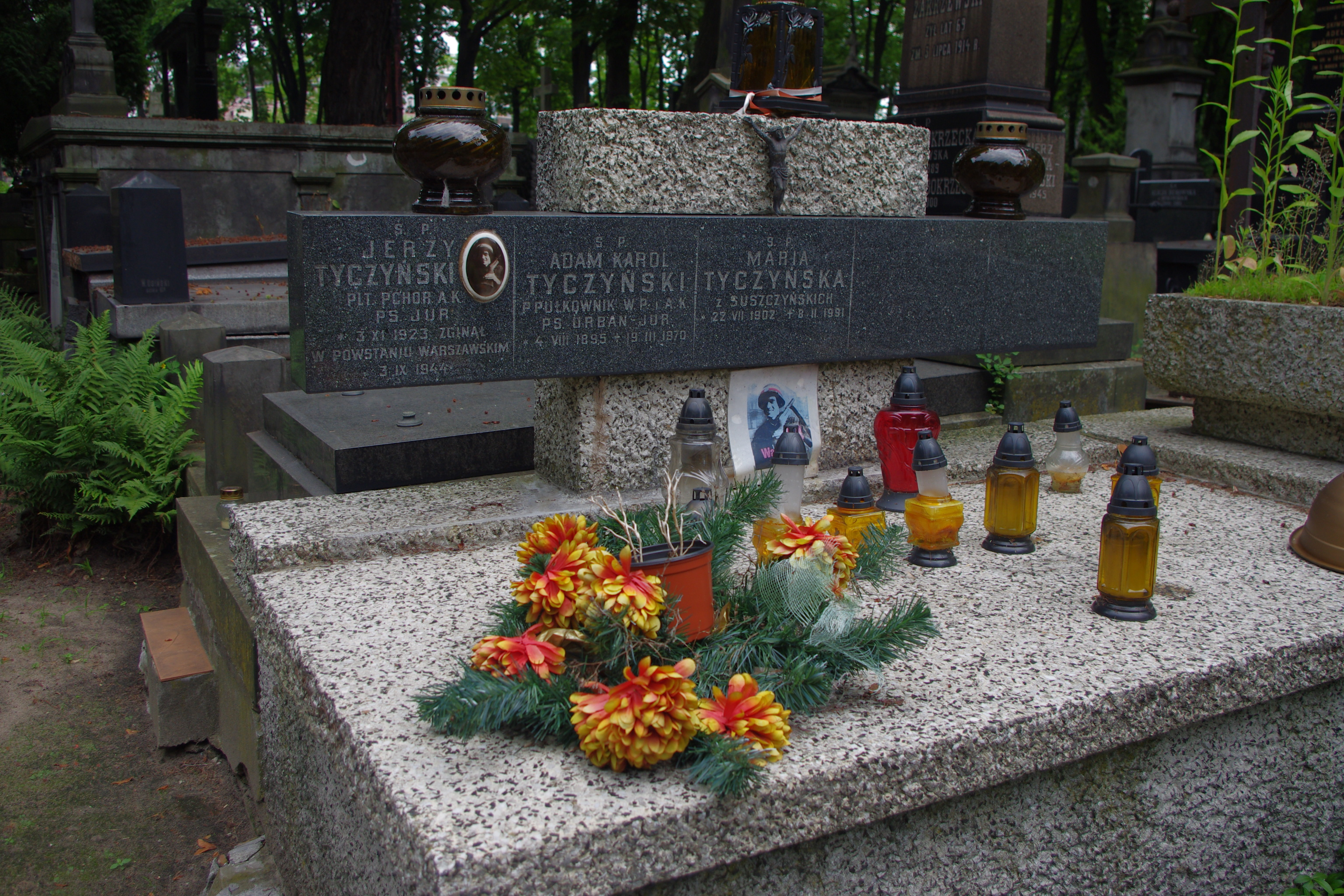
Grób Adama Karola Tyczyńskiego i Jerzego Tyczyńskiego na cmentarzu Powązkowskim

Jerzy Tyczyński ps. Jur (ur. 3 listopada 1923 w Brześciu, zm. 3 września 1944 w Warszawie) – polski plutonowy podchorąży, uczestnik powstania warszawskiego jako żołnierz Armii Krajowej w kompanii „Koszta” walczącej w rejonie Śródmieścia. 

## Życiorys
Syn Adama.
Podczas powstania warszawskiego brał udział w walkach o PAST-ę. 23 sierpnia 1944 uczestniczył w zdobyciu Komendy Głównej Policji przy Krakowskim Przedmieściu 1.
Zginął przy ul. Moniuszki 12 w nocy 3 września 1944 pod gruzami budynku zbombardowanego przez lotnictwo niemieckie.